# Muzeum fantastických iluzí
Muzeum fantastických iluzí se nachází ve Vodičkově ulici v Novém Městě v Praze 1. Zaměřuje se na expozice optických klamů a velkoformátových triků. Založil je v roce 2019 český iluzionista a kouzelník Pavel Kožíšek.